# Југа
Југа (санскрит: युग yuga) је доба или период света у индијској филозофији. Има их четири, а одговарају златном, сребрном, гвозденом и бакарном добу класичних народа.